# Johann Daniel Schumacher
Johann Daniel Schumacher, russisch Иоганн Даниил Шумахер (* 5. Februar 1690 in Colmar; † 14. Juni 1761) war ein Elsässer, der Karriere am russischen Zarenhof machte.

## Leben
Schumacher studierte in Straßburg Theologie, Jura und Literatur mit einem Abschluss 1711, war Hauslehrer eines Grafen in Paris, wo er von François Le Fort nach Russland eingeladen wurde. Er ging 1714 nach Russland, wo er Sekretär des Leibarztes von Peter I. Robert Erskine wurde und nach dessen Tod von dessen Nachfolger Laurentius Blumentrost der Jüngere. Er verwaltete die Bibliothek – Kern der Bibliothek der späteren Akademie der Wissenschaften – und Kunstkammer (das Kuriositätenkabinett) des Zaren in St. Petersburg und war an der Gründung der Russischen Akademie der Wissenschaften in Sankt Petersburg beteiligt, die 1725 eröffnete. Er reiste ins Ausland, um Gelehrte anzuwerben und Bücher zu kaufen. Schumacher wurde Generalsekretär der Akademie und deren Bibliothekar, ab 1728 Leiter von deren Kanzlei. Er blieb das bis zu seinem Ruhestand 1759. Zwischenzeitlich kam es zu Zerwürfnissen in der Akademie, die sich an Schumachers Leitung entzündeten, so dass Schumacher 1742 vorübergehend verhaftet und entlassen war. Die Vorwürfe konnten aber nicht erhärtet werden, und er kehrte an die Akademie zurück.
Er heiratete die Tochter des Kochs von Peter I., was zu seiner Karriere beitrug. Sein jüngerer Bruder Johann Jakob Schumacher arbeitete als Architekt in St. Petersburg.